# Pontiac G6

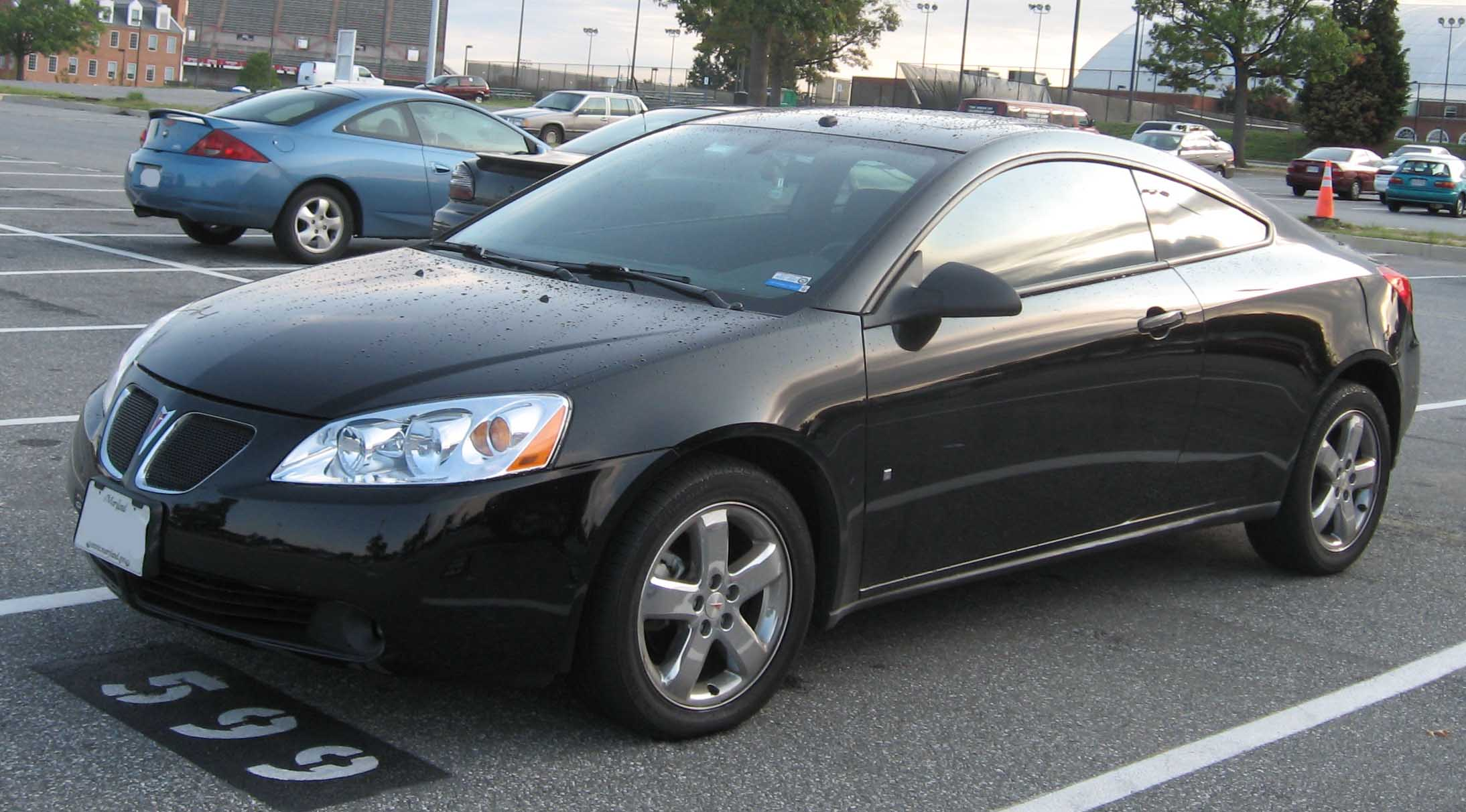
Pontiac G6 coupe del 2006-2008

El Pontiac G6 fou un cotxe de tipus mid size fabricat per Pontiac, una divisió de GM, i presentat a finals del 2004 com a model del 2005. Construït sota la plataforma Epsilon de GM que comparteix amb el Chevrolet Malibu, Saturn Aura o Cadillac BLS. El G6 va poder-se veure per primer cop al North American International Auto Show del 2004, com a substitut del Pontiac Grand Am.
Fabricat a Lake Orion, Michigan, es presenta amb carrosseria coupe de 2 portes i sedan de 4 portes. Al Los Angeles Auto Show del 2005 va ser presentat una versió coupe descapotable que arribaria als concessionaris a la primavera del 2006.
Rivals d'aquest G6 són el Mitsubishi Galant, Nissan Altima, Dodge Avenger, Ford Fusion, Honda Accord o el Toyota Camry.

## Informació general

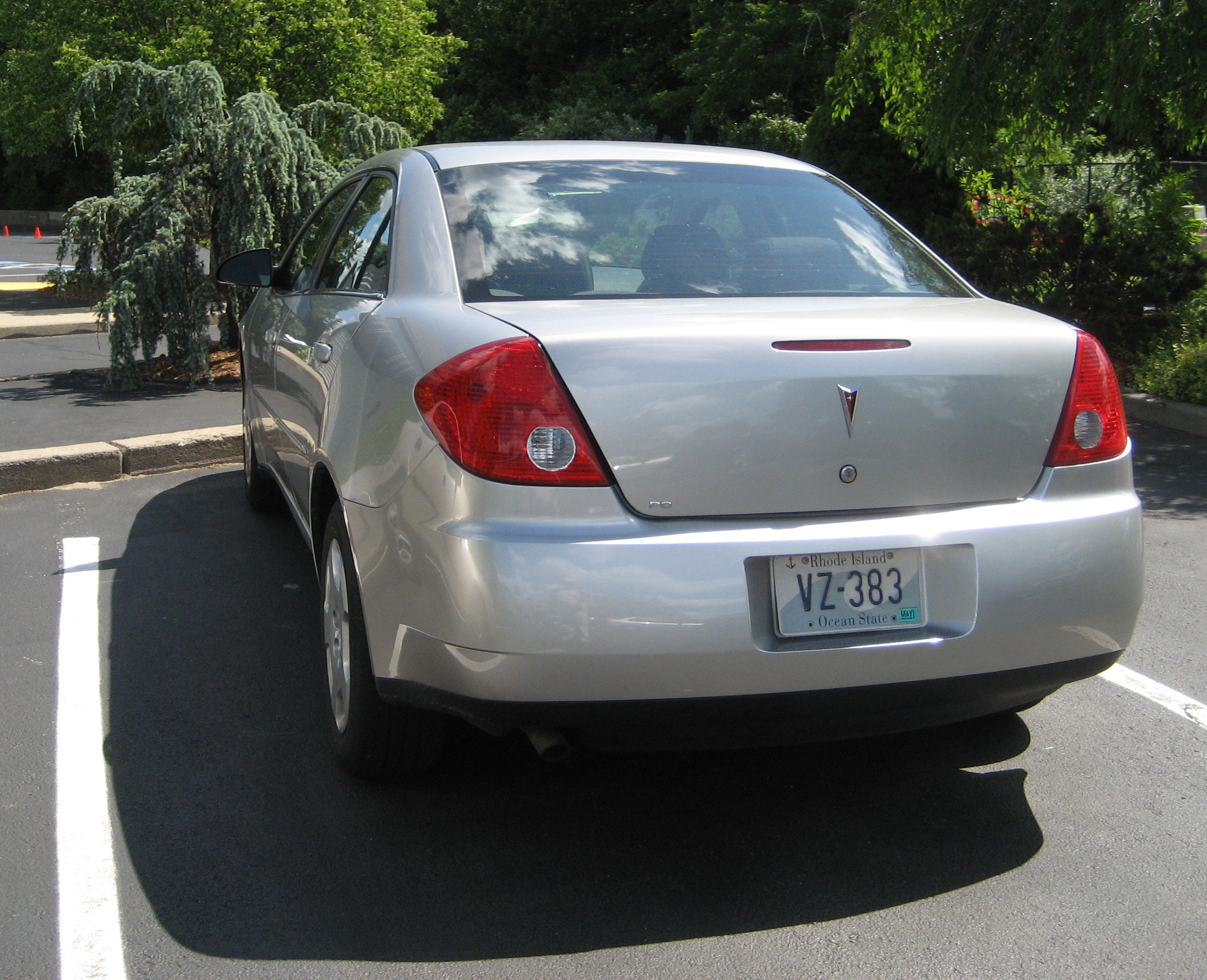
Vista posterior d'un Pontiac G6 sedan del 2006

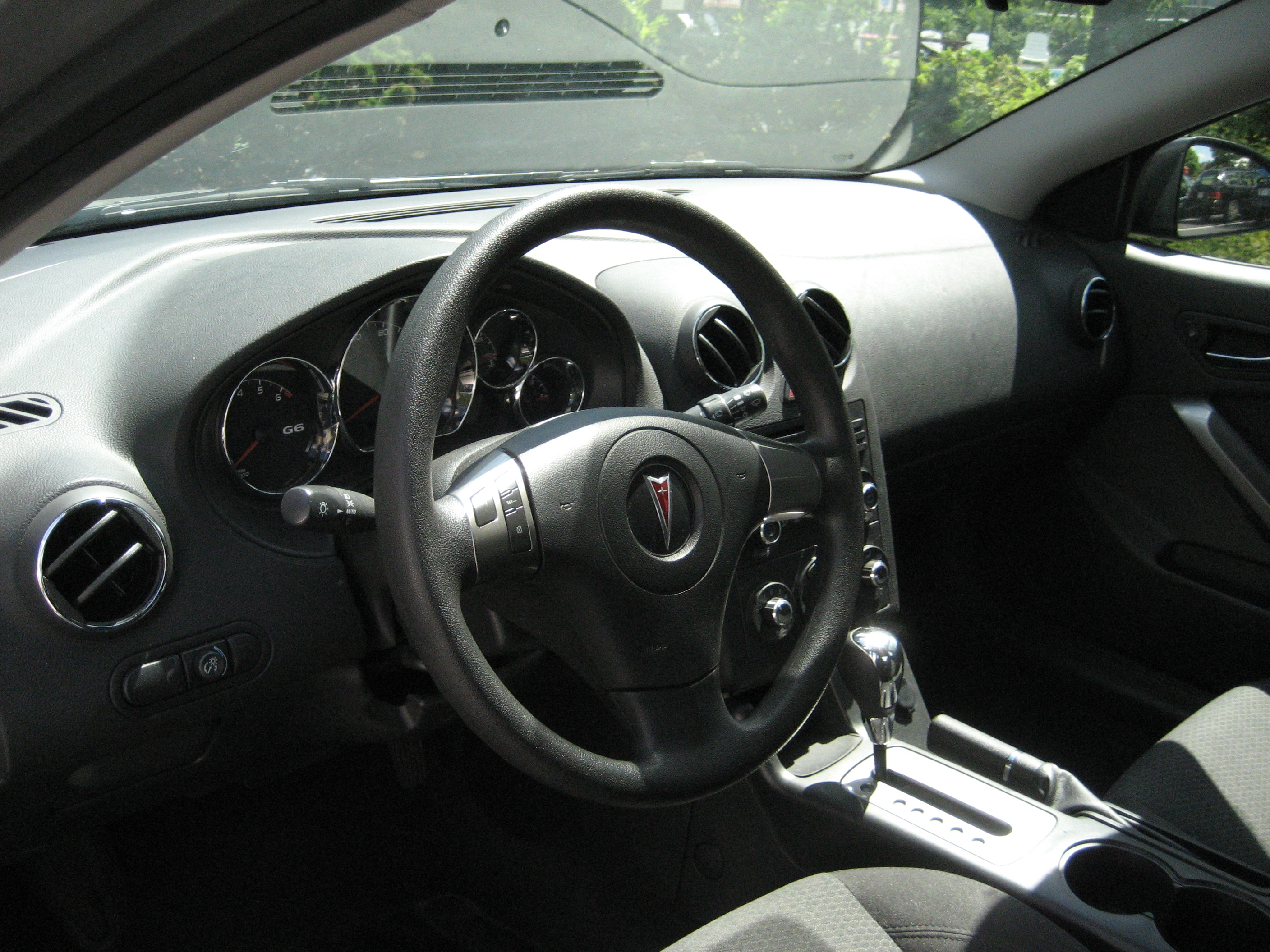
Interior d'un Pontiac G6 sedan del 2006

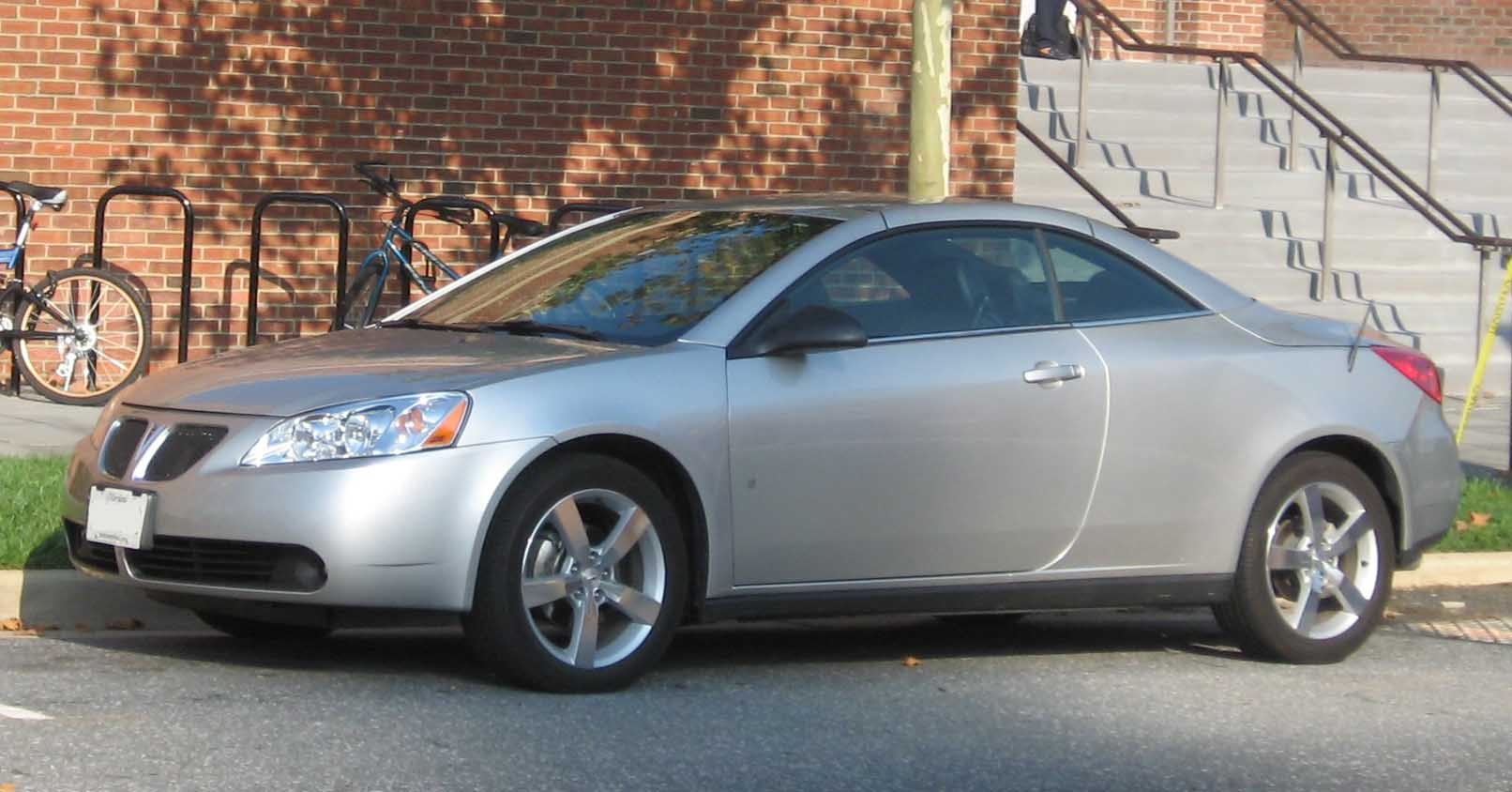
Pontiac G6 convertible del 2007-2008

El G6 és un vehicle que ofereix un disseny nou, assortiment mecànic amb motors V6 de rendiment i el descapotable de 2 portes que dona espai per a 4 persones, a part del coupe de 2 portes i el sedan de 4 portes. Ofereix força espai interior i el disseny de la carrosseria té unes línies més suaus.
Respecte dels acabats, ofereix diferents paquets: base, GT i GTP per al sedan, i GT i GTP per al coupe i coupe descapotable.
Mides del G6
Batalla (Wheelbase): 2,852 m (112.3 in)
Llargada (Length): 4,800 m (189.0 in); 4,803 m (189.1 in, versió coupe)
Amplada (Width): 1,793 m (70.6 in); 1,788 m (70.4 in, versió coupe)
Alçada (Height): 1,450 m (57.1 in); 1,432 m (56.4 in, versió coupe)
Capacitat del dipòsit: 62 l (16 galons EUA)
A sota, s'indiquen alguns canvis que s'han produït en aquesta taula de motors.
| Any             | Motor                 | Potència | Torsió  |
| --------------- | --------------------- | -------- | ------- |
| 2005-2006       | 3.5 L High Value V6   | 201 cv   | 301 N·m |
| 2007-actualitat | 3.5 L High Value V6   | 224 cv   | 298 N·m |
| 2006-actualitat | 3.9 L High Value V6   | 240 cv   | 327 N·m |
| 2007-actualitat | 3.6 L High Feature V6 | 252 cv   | 340 N·m |
| 2005-actualitat | 2.4 L Ecotec LE5 l4   | 169 cv   | 215 N·m |

A partir de l'any 2007 el motor 3.5L rep el sistema VVT, incrementant la potència a 224 cv. El motor 3.9 V6 associat a la transmissió de 6 velocitats passa a ser el paquet GT, i el GTP rev el motor 3.6 V6 de 252 cv. Però el 3.9 va ser remogut de nou i va quedar com a opció en la versió convertible. A mitjans del 2007 també va treure's la caixa de 6 velocitats 6T70.
El 2008, el GTP va ser substituït pel GXP, que presentava alguns canvis estètics. La potència dels motors 3.5 i 3.9 V6 van reduir la seva potència degut als requisits SAE. La potència era respectivament, 217 i 222 cv.
El 2009 el motor 2.4L rep un extra de potència, amb l'opció d'acollar una transmissió automàtica de 6 velocitats 6T40, ja emprada pel Chevrolet Malibu.

### Descontinuació

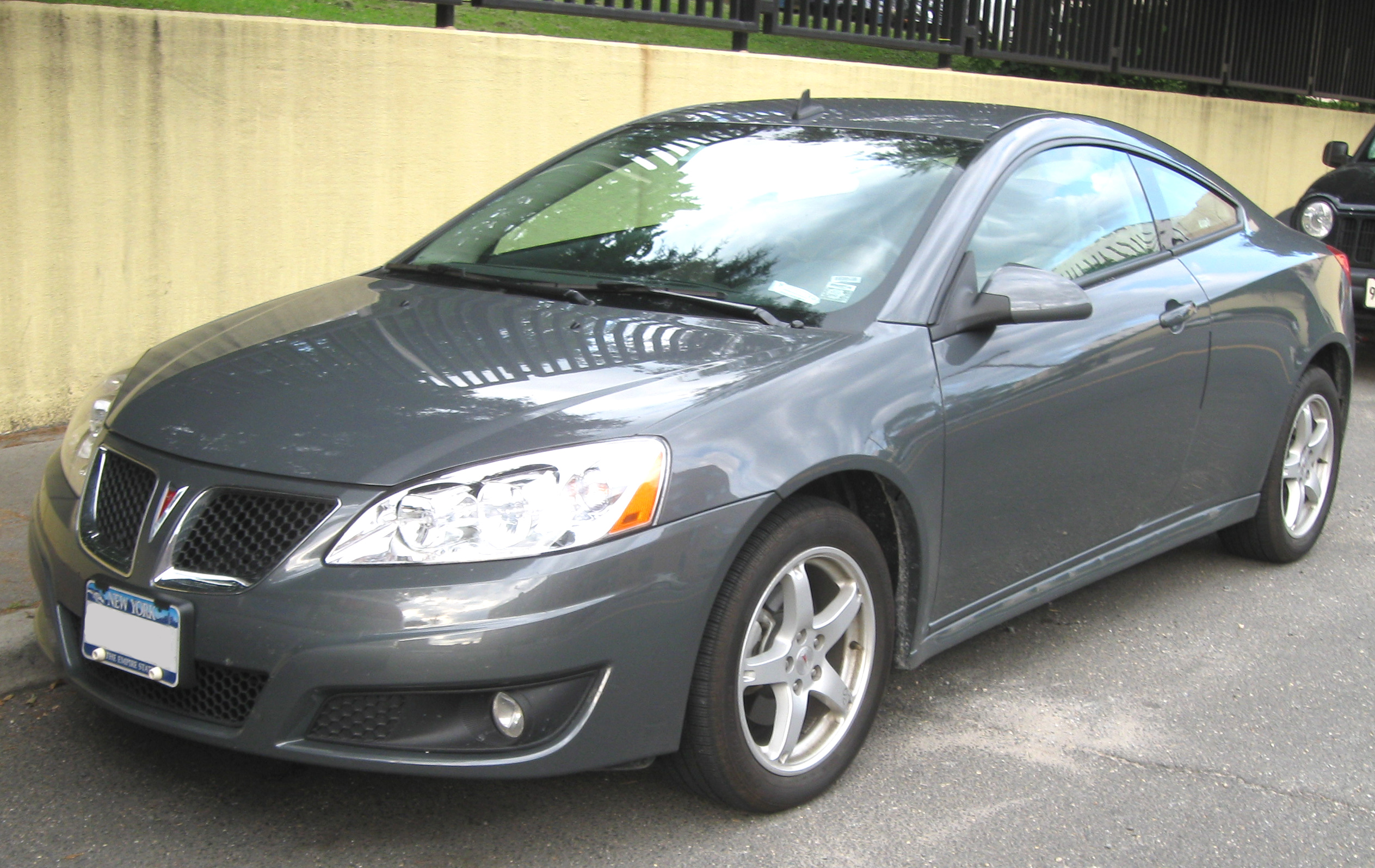
Últim model de Pontiac G6 coupe

S'esperava que pel 2010 el G6 rebi un profund canvi estètic, sota la nova plataforma Alpha de GM i canviant la tracció davantera per la propulsió posterior, però això no pasarà car General Motors va decidir de descontinuar la comercialització de Pontiac, essent 100 unitats del Pontiac G6 sortides de les instal·lacions que GM té a Ontario, Canadà el dia 25 de novembre del 2009 l'últim dels G6 (i també) i Pontiacs comercialitzats.
D'aquesta manera GM posa fi a la marca Pontiac després d'haver-se comercialitzat durant 82 anys i que va presentar-se el seu primer vehicle al New York Auto Show del 1926.

### Seguretat
Per part del Insurance Institute for Highway Security IIHS,
- El Pontiac G6 4p 3.5 V6 del 2005 va obtenir la qualificació de "good" en els tests de xoc frontal. En canvi, rep un "poor" en el test de xoc lateral. A partir de juny 2005 (models 2006) i models 2007 amb airbags laterals (el 2008 ja els porta de sèrie) augmenta a "average" en xoc lateral.

Per part de la National Highway Traffic Safety Administration NHTSA,
- Atorga 5 i 4 estrelles al Pontiac G6 2p del 2009 en xoc frontal (conductor i passatger respectivament) i 5 estrelles en el lateral passatger i lateral conductor. La protecció anti-volteig (rollover) és de 5 estrelles.
- Atorga 5 i 4 estrelles al Pontiac G6 4p del 2006 amb airbags laterals en xoc frontal (conductor i passatger respectivament) i 5 estrelles en el lateral passatger i lateral conductor. La protecció anti-volteig (rollover) és de 4 estrelles.

## Premis i reconeixements
El G6 ha rebut força reconeixements i premis:
- Carro del año, cotxe de l'any, per la revista FAMA.[5][6]
- Car of the Year, cotxe de l'any, per la revista Automundo.[7]
- Best Medium Car Ownership Experience del Strategic Vision's Total Quality Award de l'any 2005.[8]

Possiblement el G6 es faci més conegut per l'aparició que va fer en el programa de Oprah Winfrey, quan a finals del 2004 la conductora del programa (Oprah Winfrey) va presentar el model i a més va regalar 276 G6 a tots els membres del públic (cal dir que Pontiac va donar a Oprah els cotxes).

## Històric de vendes al mercat dels EUA
| Any  | Total vendes |
| ---- | ------------ |
| 2004 | 16,185       |
| 2005 | 124,844      |
| 2006 | 157,644      |
| 2007 | 150,001      |
| 2008 | 140,240      |